# Deregulace
Deregulace je opačný proces k ekonomické regulaci. Deregulace je označení odstranění regulací zavedených vládou pro určitou oblast jinak volného trhu. Jde o proces odstraňování legislativních překážek v podnikání, probíhající v ekonomicky vyspělých státech od počátku 80 let.
Vlády regulují ceny některých specifických komodit na trhu tím, že do trhu zasahují svými nařízeními. Účelem má být ochrana zájmů svých občanů v dané oblasti a mj. spravedlivější rozdělování zdrojů.
Argumenty proti ekonomické regulaci jsou:
- Pokřivování trhu, vytváření umělých skokových rozdílů, které právě jsou nespravedlivé.
- Popírání samoregulační schopnosti nejen trhu, ale i celé společnosti. Situace na přirozeném trhu, jeho rovnovážný bod, se neustále mění díky rychlé zpětné vazbě, kdežto stát neumí a ani není schopen regulovat zpětnovazebně: Dokonce i jednoduchá změna státem zvolené a jím předepsané konstanty je byrokraticky zdlouhavá a vždy již opožděná, nereflektující již opět změněnou situaci na trhu.
- O regulacích a jejich použití v každodenní praxi musí rozhodovat úředník, což je nákladné a neefektivní.
  - Navíc se takto vytváří příležitosti ke korupci, což vede až k celému korupčnímu prostředí.
  - Jen se tak zvětšuje státní aparát, stát se prodražuje, což zas vede k nutnosti zvyšování daní.

V Česku jsou regulované zejména oblasti:
- bydlení (regulované nájemné)
- energie (zejména elektrická)
- trh práce (zkušební období, výpovědní lhůta) a mzdy (minimální mzda)
- poskytování telefonních služeb (pevných i mobilních operátorů)